# Andrea Wulf
Pour les articles homonymes, voir Wulf.
Andrea Wulf (1972 à New Delhi, Inde) est une historienne et écrivain allemande. Elle publie surtout des ouvrages sur l'horticulture, mais collabore aussi à des journaux et des magazines.

## Biographie
Andrea Wulf est née à New Delhi en Inde, où elle grandit jusqu'à l'âge de cinq ans ; ensuite, sa famille déménage à Hambourg en Allemagne.
Andrea Wulf étudie l'histoire du design au Royal College of Art à Londres. En plus de l'anglais, elle maîtrise l'allemand, ce qui lui permet d'analyser les textes originaux du scientifique allemand Alexander von Humboldt.
Son livre The Brother Gardeners, publié en avril 2008, a obtenu en 2010 le CBHL Annual Literature Award décerné par le Council on Botanical and Horticultural Libraries, Inc. (en).
Son livre The Invention of Nature, publié en 2015, est une biographie d'Alexander von Humboldt. À son époque, Humboldt est aussi connu que Napoléon ; aujourd'hui, le travail d’Humboldt est surtout connu en Allemagne. Ses voyages et ses découvertes, qu'il a rapportés dans plusieurs ouvrages publiés de son vivant, lui ont permis d'affirmer que la Terre constitue un seul organisme vivant que l'Homme peut sévèrement détériorer. Humboldt était donc un écologiste avant-gardiste. L'ouvrage d'Andrea Wulf reçoit le Los Angeles Times Book Prize de 2016 dans la catégorie Science & Technology. Il apparaît aussi sur la liste des dix meilleurs livres de 2015 du New York Times. L'American Library Association juge que c'est l'une des meilleures œuvres de non-fiction publiée en 2015. La revue Kirkus Reviews a retenu l'ouvrage de Wulf comme l'un des meilleurs livres de 2015. En 2016, The Nature Conservacy lui remet le James Wright Award for Nature Writing pour son ouvrage sur Von Humboldt. En 2016, elle reçoit une distinction de la Royal Society dans la catégorie Insight Investment Science pour son livre sur Humboldt,.

« Il est aussi important que Darwin ou Newton. Son héritage est encore présent, et j'affirmerais que beaucoup d'environnementalistes, d'écologistes et d'écrivains naturalistes sont encore fermement ancrés dans sa vision de la Nature. Même si plusieurs n'ont jamais entendus parler de lui, il est encore leur père fondateur,. »

— Andrea Wulf, 2016
En 2018, Andrea Wulf est élue membre de la Royal Society of Literature. Elle a également été élue membre de la Royal Geographical Society.

## Œuvres
- (en) Andrea Wulf et Emma Gieben-Gamal, This Other Eden : Seven Great Gardens and 300 Years of English History, Little, Brown, 2005, 414 p. (ISBN 978-0-316-72580-4)
- (en) Andrea Wulf, The Brother Gardeners : A Generation of Gentlemen Naturalists and the Birth of an Obsession, Vintage Books, 2008, 354 p. (ISBN 978-0-307-45475-1)
- (en) Andrea Wulf, Founding Gardeners : The Revolutionary Generation, Nature, and the Shaping of the American Nation, Knopf Doubleday, 2012, 349 p. (ISBN 978-0-307-39068-4)
- (en) Andrea Wulf, Chasing Venus : the Race to Measure the Heavens, Alfred A. Knopf, 2012, 336 p. (ISBN 978-0-307-95861-7)
  - Traduit en allemand sous le titre : Jagd auf die Venus und die Vermessung des Sonnensystems[13]
  - Traduit en japonais sous le titre : 金星(ヴィーナス)を追いかけて[14]
  - Traduit en néerlandais sous le titre : Venus achterna. De zoektocht naar de omvang van het heelal[15]
- (en) Andrea Wulf, The Invention of Nature: Alexander Von Humboldt's new world, Alfred A. Knopf, 2015, 473 p. (ISBN 978-0-385-35066-2)
  - Traduit en allemand sous le titre : Alexander von Humboldt und die Erfindung der Natur[16]
  - Traduit en français sous le titre : L'invention de la nature. Les aventures d'Alexander von Humboldt, Noir sur Blanc, 2017[17].
  - Traduit en néerlandais sous le titre: De uitvinder van de natuur. Het avontuurlijke leven van Alexander von Humboldt, Atlas Contact, 2016.
- (en) Peter S. Onuf, Andrea Wulf, Henry Adams et Ondine LeBlanc (éditeur), The Private Jefferson: Perspectives from the Collections of the Massachusetts Historical Society, University of Virginia Press, 2016, 208 p. (ISBN 978-1-936520-09-1)
- (en) Andrea Wulf et Lillian Melcher (illustrations), The Adventures of Alexander Von Humboldt, Pantheon Books, 2019 (EAN 9781524747374)[18]
  - Traduit en allemand sous le titre Die Abenteuer des Alexander von Humboldt: Eine Entdeckungsreise; Halbleinen, durchgängig farbig illustriert, C. Bertelsmann Verlag, 2019
  - Traduit en espagnol sous le titre El Increíble Viaje de Alexander Von Humboldt Al Corazón de la Naturaleza, Random Comics, 2019

### Citations originales
1. ↑  (en) « He’s as important as Darwin or Newton. His legacy is still here, and I would argue that many of today’s environmentalists and ecologists and nature writers are still very firmly rooted in his vision of nature. Though many of them have never heard of him, he is still their founding father. »